# Erioptera villosa
Erioptera villosa là một loài ruồi trong họ Limoniidae. Chúng phân bố ở miền Tân bắc.